# Jesús Berrocal
Jesús Berrocal Campos (Cordova, 5 febbraio 1988) è un ex calciatore spagnolo, di ruolo attaccante.

## Carriera

### Club
Ha giocato nella massima serie dei campionati spagnolo e thailandese, e nella seconda divisione spagnola.

### Nazionale
Dal 2006 al 2007 ha fatto parte della rosa della nazionale spagnola Under-19, con la quale ha vinto l'Europeo di categoria nel 2007.

## Palmarès

### Club

#### Competizioni nazionali
- Thai League 1: 1

Buriram United: 2013
- Thai FA Cup: 1

Buriram United: 2013
- Thai League Cup: 1

Buriram United: 2013

### Nazionale
- Campionato d'Europa Under-19: 1

2007